# Günz (Westerheim)
Günz is een plaats in de Duitse gemeente Westerheim, deelstaat Beieren.